# Khatia Dekanoidze
Khatia Dekanoidze, (georgiano:ხატია დეკანოიძე; ucraino:Хатія Деканоїдзе (Tbilisi, 27 gennaio 1977), è una politica georgiana e ucraina, ministro dell'Educazione e delle Scienze nel 2012, membro del Parlamento della Georgia dal 2020, ex funzionario ucraino in servizio come capo della polizia nazionale dell'Ucraina nel 2015-2016.
Si è trasferita in Ucraina nel 2015 ed è tornata in Georgia nel 2016. Da maggio 2021 a febbraio 2023 è stata presidente della fazione Movimento Nazionale Unito in Parlamento (UNM), l'unica di opposizione nella legislatura. In polemica con il suo partito, il 24 marzo 2023 ha lasciato il Movimento Nazionale Unito.

## Biografia
Khatia Dekanoidze è nata il 20 gennaio 1977 a Tbilisi, all'epoca capitale della Repubblica Socialista Sovietica Georgiana. Ha studiato relazioni internazionali e diplomazia e si è laureata presso l'Università Statale di Tbilisi nel 1999. Ha anche ricevuto una formazione dalla Central European University di Vienna, così come dalla RAND Corporation con sede negli Stati Uniti.
Durante un discorso all'Assemblea Parlamentare del Consiglio d'Europa, ha dichiarato: "Da ragazzina, facevo parte di diversi giochi e gruppi sportivi. Ricordo quella sensazione imbarazzante dopo gli sguardi fissi di alcuni maschi più anziani. Non mi sentivo a mio agio, e sono sicura che questo è un momento per molte ragazze, come mentre giocano a basket, calcio, tennis o wrestling al palazzetto, potrebbe essere la loro passione ma devono concentrarsi sulla loro sicurezza piuttosto che sullo sport".

## Carriera
Khatia Dekanoidze è entrata a far parte del servizio pubblico in seguito alla Rivoluzione delle Rose del 2003 che ha portato al potere il giovane governo filo-occidentale di Mikheil Saakashvili. Fresca di formazione presso la RAND Corporation, legata all'intelligence statunitense, fu nominata Capo dell'Amministrazione del Ministero della Sicurezza di Stato della Georgia sotto la guida di Irakli Okruashvili, che alla fine divenne ministro degli Affari Interni sotto il potente Vano Merabishvili. Ha ricoperto l'incarico dal 2004 al 2005, ha supervisionato alcune delle riforme più note dell'agenzia, culminate con il licenziamento di massa di migliaia di agenti di polizia nel tentativo di epurare le forze dell'ordine dalla corruzione. Questo periodo ha coinciso anche con un aumento delle tensioni tra il governo centrale e le autorità secessioniste dell'Ossezia del Sud, con il MIA che ha svolto un ruolo importante negli sviluppi.
È entrata brevemente nel settore diplomatico, lavorando presso l'ambasciata georgiana a Washington dal 2005 al 2007.
Nel maggio 2007 è stata nominata rettore della neonata Accademia di Polizia della Georgia. La sua nomina aveva lo scopo di attuare riforme nelle procedure di reclutamento delle forze dell'ordine. Nel 2022, il primo ministro Irakli Gharibashvili ha accusato (si dice) Dekanoidze di aver svolto un ruolo importante nel controverso trattamento dei prigionieri, che includeva presunte violazioni dei diritti umani e potenziali torture, anche se la sua dichiarazione non è stata poi corroborata da altre fonti, comprese le indagini avviate dopo la sconfitta di Saakashvili. Ha ricoperto l'incarico fino al maggio 2012; in molti hanno considerato quell'attacco a causa del suo ruolo di leader dell'opposizione.

### Ministro dell'Istruzione
Il 30 maggio 2012, Khatia Dekanoidze è stata nominata Direttore del Centro Nazionale per gli Esami del Ministero dell'Istruzione e della Scienza della Georgia, un ufficio incaricato di supervisionare gli esami di ammissione all'università e le certificazioni degli insegnanti. È stata nominata per sostituire Maia Miminoshvili, il cui licenziamento - dopo che suo figlio ha partecipato a un raduno della campagna elettorale dell'opposizione - ha causato una grande polemica durante le elezioni parlamentari del 2012.  Ha dovuto affrontare le dimissioni di protesta di 70 membri dello staff al momento del suo insediamento, garantendo al contempo il corretto svolgimento degli esami nazionali fissati entro poche settimane dalla sua nomina.
Il 28 giugno sono stati aperti diciassette centri d'esame per 47.500 studenti e 40.000 insegnanti. Questi esami sono stati pianificati per essere l'ultimo test singolo e standardizzato nel sistema educativo della Georgia, poiché il NEC stava pianificando di lanciare una riforma per il 2013 e introdurre un "sistema 8 + 1", con otto esami di diploma di scuola superiore e un documento di cultura generale per gli studenti laureati. Critici come Miminoshvili hanno affermato che l'abbandono del sistema di test standardizzato avrebbe rischiato di abbassare la qualità degli studenti che entrano nelle università.
Il 4 luglio, dopo appena un mese a capo del NEC, è stata nominata alla guida del Ministero dell'Istruzione e della Scienza nel nuovo gabinetto del primo ministro Vano Merabishvili, in sostituzione di Dimitri Shashkini. La sua nomina aveva lo scopo di simboleggiare il nuovo status di alta priorità della riforma dell'istruzione per il governo Saakashvili, poiché Dekanoidze all'epoca beneficiava di alti indici di approvazione a causa del suo passato come capo riformatore della polizia. Tuttavia, il suo mandato è terminato in ottobre, quando il Movimento Nazionale Unito ha perso le elezioni parlamentari e il nuovo governo del Sogno Georgiano l'ha sostituita con il filosofo Giorgi Margvelashvili.

### Capo della polizia ucraina
Dopo che l'UNM guidato da Saakashvili è diventato un partito di opposizione, Khatia Dekanoidze ha preso le distanze dalla politica nazionale, lavorando per un breve periodo per il Center for European Policy Analysis e come consulente dell'International Criminal Investigative Training Assistance Program del Dipartimento di Giustizia degli Stati Uniti. Tra il 2013 e il 2014 è stata preside dell'Università privata del Caucaso a Tbilisi. Durante le elezioni locali del 2014, è stata nominata dall'UNM a sindaco del comune di Qvareli, dove è stata sconfitta al ballottaggio contro Ilia Mzekalashvili di GD con solo il 20% dei voti.
Dopo le proteste di Euromaidan in Ucraina e l'elezione di Petro Poroshenko a presidente dell'Ucraina, è diventata una delle protette di Saakashvili unendosi a lui quando ha assunto un ruolo di leadership nel nuovo governo filo-occidentale di Kiev. Nel 2015 le è stata concessa la cittadinanza ucraina proprio mentre Saakashvili è stato nominato governatore dell'Oblast di Odessa, formalmente su richiesta del ministro degli Affari interni Arsen Avakov, nel cui gabinetto lei ha lavorato per la prima volta come consigliere. Il 4 novembre 2015 è stata nominata dal presidente Poroshenko primo capo della polizia nazionale dell'Ucraina, una posizione creata di recente nell'ambito delle riforme del MIA. Ha assunto il comando delle forze dell'ordine ucraine in un momento in cui l'opinione pubblica aveva una scarsa approvazione, la criminalità era in forte aumento, la maggior parte degli agenti di polizia era priva di equipaggiamento completo e la corruzione rimaneva fortemente radicata. Nel marzo 2016, ha licenziato il capo della divisione di polizia locale di Vinnytsia dopo che si è scoperto che aveva sostenuto il separatismo nell'Ucraina orientale. Secondo quanto riportato in seguito da alcuni media ucraini, Oleksandr Tereschuk, il capo licenziato della divisione di polizia di Kiev, ha pianificato proteste su larga scala da parte di agenti di polizia contro di lei.

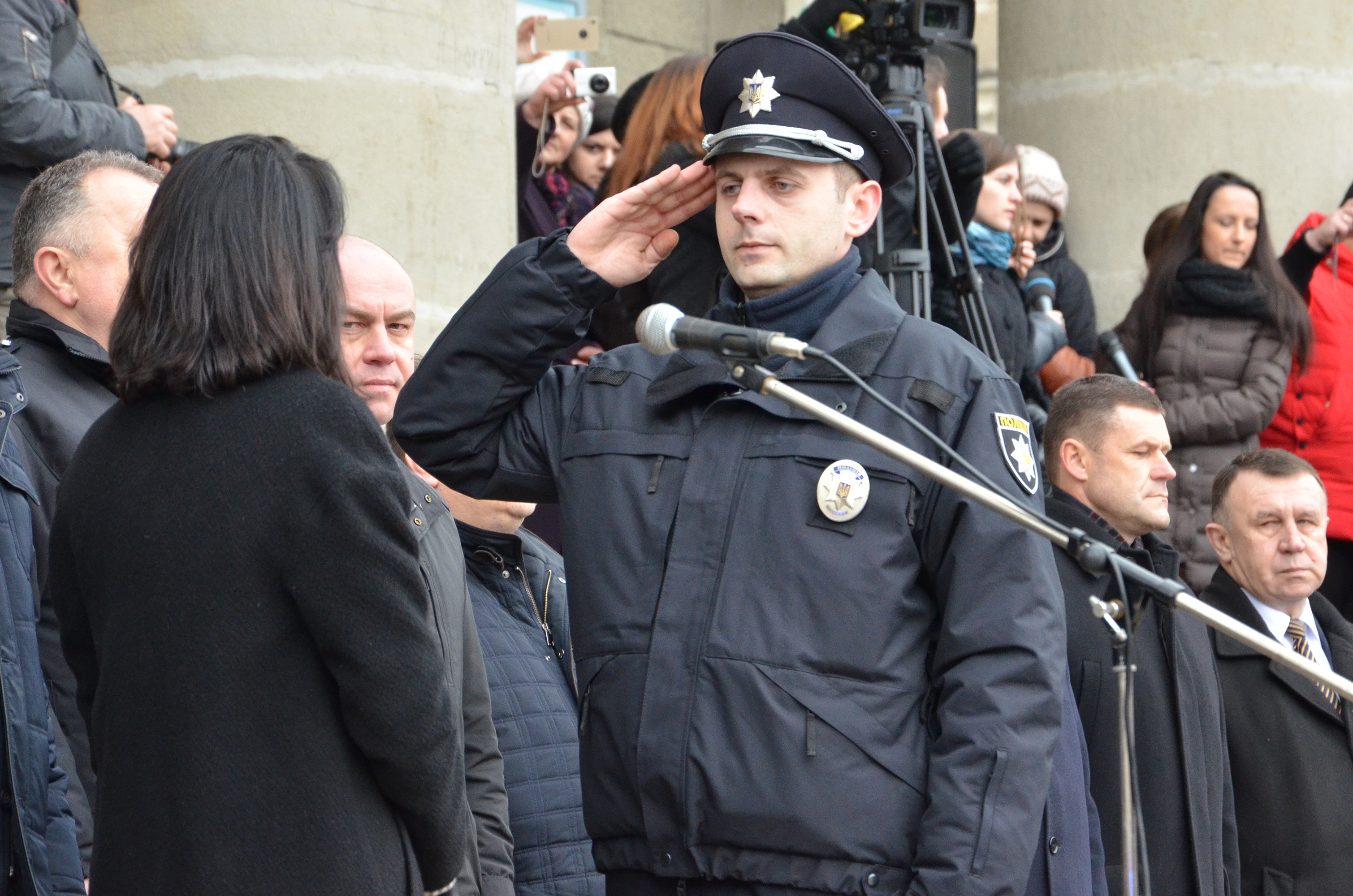
Cerimonia di giuramento della polizia guidata da Dekanoidze

Il compito principale di Dekanoidze era quello di riformare le forze dell'ordine, corrotte e inefficienti. Nel giro di quattro mesi, aveva sostituito l'80% degli alti dirigenti di Kiev e fino al 60% dei capi della polizia regionale richiedendo un corso di ricertificazione che la maggior parte dei vertici non ha superato.  Ha nominato principalmente volti nuovi per sostituirli, come Andriy Kryshchenko (noto per il suo ruolo nella battaglia per Horlivka durante l'offensiva filo-russa del 2014 nel Donbass) come capo della polizia di Kiev, e l'ex funzionario georgiano del MIA Giorgi Lortkipanidze come capo della polizia di Odessa.  Ha lanciato pattuglie di polizia completamente nuove in 29 città nella prima metà del 2016, un programma di auto per la polizia mobile a Kiev, una pattuglia di polizia fluviale nella sezione di Kiev del fiume Dnepr, e unità di pattuglia potenziate nella capitale nell'ottobre 2016. Ha anche lanciato un programma pilota per inviare le violazioni del codice della strada alle persone invece di fare affidamento solo sui fermi della polizia. Nel luglio 2016, ha dichiarato di aver lanciato una guerra al crimine e un'altra alla corruzione e, attraverso un nuovo processo di controllo, ha licenziato più di 5.600 agenti delle forze dell'ordine (ovvero circa il 6% delle forze di polizia totali). Durante il suo mandato, i sondaggi pubblici hanno mostrato miglioramenti nella fiducia del pubblico nei confronti della polizia.
Nel giugno 2016, la prima parata del Kyiv Pride ha avuto luogo nonostante le minacce delle organizzazioni di estrema destra, quando Dekanoidze ha schierato 7.000 agenti di polizia e ha guidato l'operazione che ha arrestato 50 radicali durante la parata. A luglio, ha anche guidato gli sforzi per proteggere una controversa processione religiosa ortodossa, installando anche metal detector lungo il percorso della processione. Quando gli agenti di polizia hanno picchiato a morte un uomo a Kryve Ozero, lei ha personalmente guidato le indagini sull'omicidio e ha sciolto completamente la stazione di polizia locale. 
Il giornalista bielorusso Pavel Sheremet è stato assassinato nell'esplosione di un'auto il 20 luglio 2016. Conducendo le indagini, Dekanoidze negoziò per il coinvolgimento dell'FBI nelle indagini, mentre la polizia nazionale classificò i documenti relativi al caso per motivi di sicurezza nazionale. Lo ha definito un amico personale e ha contribuito a creare uno speciale gruppo inter-agenzia tra la polizia nazionale e l'SBU per indagare sulla sua morte. I dettagli che circondano la morte del giornalista rimangono sconosciuti fino ad oggi e alcune prove indicano il coinvolgimento dell'intelligence bielorussa.
Quando la frattura tra Saakashvili e Poroshenko divenne evidente, lo fu anche il rapporto di Dekanoidze con il governo ucraino. In un rapporto del settembre 2016 alla Verkhovna Rada, ha chiesto un aumento dei finanziamenti poiché gli agenti di polizia non avevano uniformi ed equipaggiamento. Giorni dopo le dimissioni di Saakashvili da governatore di Odessa, si dimise il 14 novembre e fu formalmente licenziata dal Gabinetto dei ministri dell'Ucraina due giorni dopo. Nella sua partenza, si è lamentata del fatto che i suoi poteri erano insufficienti per apportare cambiamenti significativi e che la pressione da parte dei funzionari governativi e dei parlamentari era troppo forte. Il suo vice Vadym Troyan fu nominato capo ad interim, mentre lei affermò che le riforme finirono con la sua partenza. 
Presto è tornata in Georgia e le è stata ripristinata la cittadinanza nel maggio 2017.

### All'opposizione in Georgia

#### Elezioni parlamentari del 2020
Tornata in Georgia, è entrata a far parte del settore non governativo e accademico, lavorando come esperta OSCE sulla riforma della polizia dal 2017 al 2018, borsista del Marshall Security Center tra il 2017 e il 2019 ed esperta per l'Ufficio per gli affari internazionali dei narcotici e delle forze dell'ordine del Dipartimento di Stato degli Stati Uniti dal 2018 al 2019. Politicamente, è rimasta allineata con l'UNM, diventando una dei suoi maggiori donatori. Nel marzo 2017, suo figlio è stato arrestato per presunto uso di droga, un arresto che lei ha definito "politicamente motivato", come è accaduto durante altri arresti per droga di alto profilo legati all'opposizione.
Il 26 agosto 2020, Khatia Dekanoidze è stata nominata dall'UNM candidata per il distretto parlamentare maggioritario di Isani a Tbilisi, una nomina che ha portato a polemiche all'interno dell'opposizione georgiana poiché quest'ultima aveva due mesi prima concordato il nome di Giorgi Vashadze del partito Strategy Aghmashenebeli come candidato comune dell'opposizione.  All'epoca, 30 partiti di opposizione, tra cui l'UNM, avevano firmato un accordo sulla messa in campo di candidati comuni per le elezioni parlamentari del 2020 e Vashadze ha accusato lei e il suo partito di aver violato tale accordo. In linea col suo partito, ha sostenuto Mikheil Saakashvili come candidato primo ministro del partito (nonostante le sue cause legali pendenti in Georgia e il suo esilio dal paese) e ci si aspettava che fosse nominata ministro degli Affari interni in caso di vittoria dell'opposizione.
Durante la campagna elettorale, ha accusato il Servizio di sicurezza dello Stato (SSS) di aver messo il suo ufficio sotto sorveglianza, sostenendo significative frodi elettorali il giorno delle elezioni, tra cui schede elettorali scomparse dall'81º distretto di Isani.  Al primo turno del 31 ottobre, ha corso contro diversi grandi nomi, come il deputato in carica Davit Chichinadze (partito Tribuna) ed è arrivata seconda con il 27,2% dei voti, passando al ballottaggio contro Kakha Kakhishvili di Sogno Georgiano.  Come il resto dei candidati dell'opposizione che si sono assicurati un posto nei ballottaggi, si è rifiutata di riconoscere i risultati delle elezioni e ha boicottato i ballottaggi,  ricevendo alla fine solo il 7,3%.  Elencata in quarta posizione nella lista elettorale dell'UNM, è stata comunque eletta al Parlamento attraverso il sistema proporzionale.

#### Boicottaggio e accordo del 19 aprile

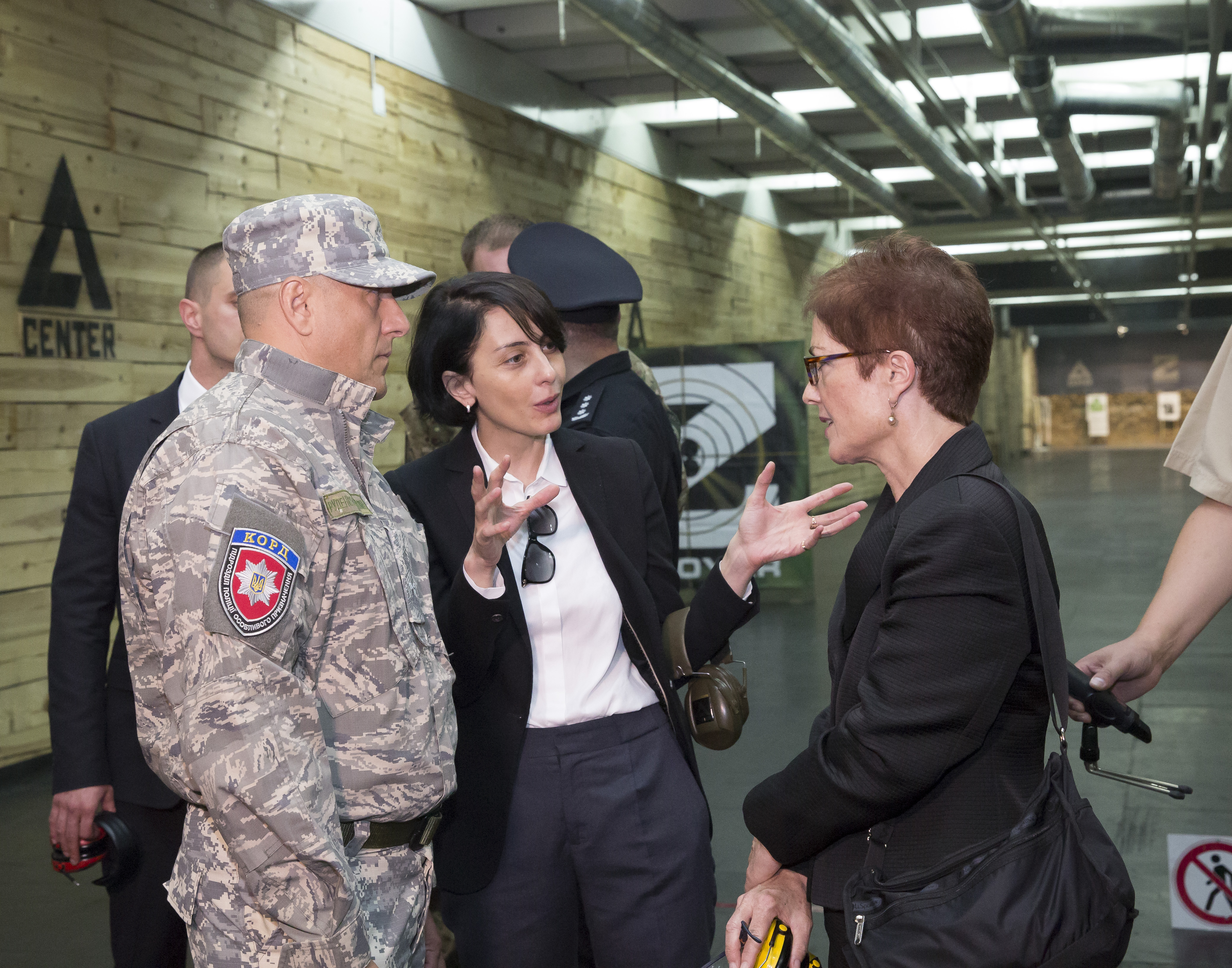
Dekanoidze con l'ambasciatrice degli Stati Uniti in Ucraina Marie L. Yovanovitch

Rifiutandosi di riconoscere i risultati delle elezioni parlamentari del 2020, Khatia Dekanoidze è stata una delle figure dell'opposizione che ha guidato una serie di proteste durate fino alla primavera del 2021. Questo rifiuto da parte di alcuni partiti di opposizione di prendere posto in Parlamento ha portato Sogno Georgiano a proporre un disegno di legge che priverebbe questi partiti dei finanziamenti pubblici, un disegno di legge che è stato criticato dall'Unione Europea. Pur essendo a favore della fine delle proteste pubbliche in seguito alle dimissioni del primo ministro Giorgi Gakharia a favore di negoziati mediati a livello internazionale, il successivo controverso arresto della leader dell'UNM Nik'a Melia per ordine del successore di Gakharia, Irakli Gharibashvili, l'ha portata a guidare la strategia di pianificazione delle proteste del partito, svelando un programma di manifestazioni per le future settimane durante un discorso pubblico su Rustaveli Avenue. Le dichiarazioni pubbliche dell'epoca rivelano anche uno scontro tra Dekanoidze e l'allora presidente del partito Grigol Vashadze quando quest'ultimo chiese la fine delle proteste di piazza e negoziati diretti con il governo.
A seguito dell'avvio dei negoziati mediati dall'UE tra Sogno georgiano e l'opposizione nel marzo 2021, si è opposta al rilascio di Nik'a Melia tramite cauzione o un meccanismo di amnistia, sostenendo che si tratterebbe di un riconoscimento di crimini che ha definito politicamente motivati.  Quando i colloqui tenutisi sotto la mediazione dell'inviato dell'UE Christian Danielsson sono falliti, ha chiesto agli Stati Uniti di sostituire l'UE nella mediazione.
L'UNM si è rifiutata di unirsi agli altri partiti di opposizione nella firma dell'"Accordo del 19 aprile", negoziato dal presidente del Consiglio dell'UE Charles Michel e che ha posto fine alla crisi politica che aveva afflitto la Georgia dopo le elezioni parlamentari. Anche se non era pubblicamente a favore dell'accordo, ha favorito la fine del boicottaggio parlamentare dopo che l'accordo è stato raggiunto come segno di buona fede nei confronti dei negoziatori occidentali. Khatia Dekanoidze è rientrata formalmente in Parlamento il 28 maggio 2021 ed è stata eletta presidente della fazione parlamentare del blocco di opposizione "L'unione fa la forza" (composto da diversi partiti sotto la guida dell'UNM).